# Грязев, Андрей Викторович
 Андрей Викторович Грязев (род. 15 февраля 1982, Москва) — российский кинорежиссёр, сценарист, продюсер. Двукратный лауреат национальной премии «Лавровая ветвь».

## Биография
Автор нескольких короткометражных и полнометражных документальных фильмов. Фильмы Грязева участники более 50 международных фестивалей (Берлин, Лейпциг) и обладатели различных призов: «Серебряный кентавр» в Санкт-Петербурге, премия Российской киноакадемии «Ника», гран-при Артдокфеста и гран-при фестиваля в Кракове. Второй фильм «День шахтера» стал лучшим фильмом современности на фестивале «Текстура» в Перми.
Третий полнометражный фильм «Завтра» (история арт-группы «Война») был первым российским документальным фильмом участником Берлинале в программе «Форум». В 2012 году номинирован на Sutherland Award как лучший Европейский режиссёрский дебют на 56th BFI London Film Festival.
Мировая премьера фильма «Котлован» состоялась на Берлинском кинофестивале в программе «Панорама» в 2020 году.
Состоит в Российской Академии кинематографических искусств «Ника».
Входит в состав жюри национальной премии «Лавровая ветвь» в области неигрового кино и телевидения.

## Фильмография
- 2009 — Саня и Воробей (Sanya and Sparrow)
- 2010 — День шахтера (Miner`s Day)
- 2012 — Завтра (Tomorrow)
- 2020 — Котлован (The Foundation Pit)

## Призы

### Саня и Воробей (Sanya and Sparrow) — 2009
- flEXiff 2009 7th edition The First and the Last Experimental International Film Festival — Sydney, Australia — BEST FEATURE FILM AWARD
- Третий Российский открытый фестиваль авторского документального кино «АРТДОКФЕСТ» — ГРАН ПРИ Главного фильма года
- Национальная премия ЛАВР 2009 — Москва — Лучший дебют в кино и на телевидении
- XII Международный фестиваль независимого кино «Дебоширфильм — Чистые Грёзы» — Санкт-Петербург — ГЛАВНЫЙ ПРИЗ
- ZagrebDox — Croatia — — Special Mention Jury in nomination LITTLE STAMP for the best film of an author of up to 30 years of age
- Play-Doc, Spain — 2010 — Prize for the best feature-length documentary
- Docudays UA, Украина — 2010 — Diploma from Human Rights Jury «For unlimited humanity»
- Krakow Film Festival — Poland — The Golden Horn for the Director of the Best Documentary Film in the 30-60 Minutes Category
- «Послание к Человеку», Санкт-Петербург — Лучший дебют и лучшая работа оператора
- XIV OFF CINEMA — Познань, Польша — Special Mention Jury
- IX CRONOGRAF 2011, Moldova 27 May 2011 — Special Mention of the Jury

### День шахтера (Miner`s Day) — 2010
- Национальная премия Лавровая ветвь 2010 — Лучший АРТ фильм
- Фестиваль «Новая газета — Face.doc» — Лучший фильм
- Номинация на премию НИКА
- фестиваль «Текстура» Пермь — Лучший российский фильм современности
- XV OFF CINEMA — Познань, Польша −2011 — Bronze Castle

### Завтра (Tomorrow) — 2012
- Docudays UA — Special Mention «For artistic power and civil courage in the study of the protest movement in modern Russia»
- UnderhillFest — Montenegro — — BEST FILM AWARD in international selection
- Textura, Russia — Perm, Russia — Special Jury Prize
- 56th BFI London Film Festival — Nomination Sutherland Award for the Best First Feature
- La Roche sur Yon IFF France — Prix du Jury Presse
- CPH:DOX — Copenhagen — AMNESTY AWARD
- XVI OFF CINEMA — Poznan, Poland — Bronze Castle Award
- Национальная премия Лавровая ветвь 2012 — Москва — Номинация как лучший кинофильм

### Котлован (The Foundation Pit) — 2020
- Национальная кинематографическая премия «Ника» за 2020 год — Лучший неигровой фильм[1]